# Johann Nepomuk Hiedler
Johann Nepomuk Hiedler, také známý jako Johann Nepomuk Hübler či Hüttler (19. března 1807 Weitra – 17. září 1888 Weitra) byl pradědeček z matčiny strany a možná také dědeček z otcovy strany Adolfa Hitlera.

## Životopis
Johann Nepomuk byl pojmenován po českém světci Janu Nepomuckém. Někteří to považují za důkaz, že Johann Nepomuk a následně jeho pravnuk Adolf Hitler měli částečně český původ., pro což ovšem neexistuje jediný relevantní důkaz. Kult sv. Jana Nepomuckého je nerozlučně spojen s obdobím baroka, Nepomuk patřil k nejvýznamnějším světcům rakouské monarchie. Je zemským patronem Čech a Bavorska. Populární byl již od baroka v celé katolické Evropě, odtud tedy pochází popularita tohoto jména i v Rakousku.
Nacisté dokonce během druhé volební kampaně v roce 1932 vydali brožuru nazvanou „Fakta a lži o Hitlerovi“, která cíleně vyvracela některé dohady šířené SPD a Deutsche Zentrumspartei o tom, že Hitler má české předky. Neexistují jakékoliv důkazy o tom, že by některý z Hitlerových předků byl českého původu.
Johann Nepomuk se stal relativně prosperujícím sedlákem a oženil se s o 15 let starší Evou Marií Deckerovou (1792–1888). 19. ledna 1830 se jim narodila dcera Johanna, později provdaná Pölzlová. Roku 1847 si Johann Nepomuk vzal k sobě na vychování tehdy desetiletého Aloise Schicklgrubera, nevlastního syna svého bratra Johanna Georga Hiedlera (ten se oženil s Aloisovou matkou). Johann Georg se o mnoho let později přihlásil k mimomanželsky narozenému Aloisovi coby jeho biologický otec; spekuluje se však, že pravým otcem mohl být i jeho bratr Johann Nepomuk.
Alois, který si nechal změnit příjmení na Hitler, a vnučka Johanna Nepomuka Hiedlera Klára Pölzlová, se stali rodiči pozdějšího diktátora Adolfa Hitlera.